# Agostinho Cá
Odiquir Agostinho Cá (Bisáu, Guinea-Bisáu, 24 de julio de 1993), más conocido como Agostinho Cá o simplemente Cá, es un futbolista guineano, nacionalizado portugués, que juega de centrocampista.
Es un centrocampista ofensivo, aunque puede ocupar la mayoría de las posiciones en la medular del campo. Destaca por su rapidez, fácil manejo del balón y adaptación a distintas posiciones en el centro del campo.

## Trayectoria
Agostinho se unió a las juveniles del Sporting de Lisboa en 2009 a los 16 años. En el mercado de verano de 2012, después de la conclusión de su formación, recibió una oferta desde España, el Fútbol Club Barcelona B se había interesado en él, al ver su gran potencial como centrocampista. Pero Cá no se fue solo de Lisboa, junto con el también transfirieron a  su compañero de equipo y el amigo Edgar Ié (quien a pesar de la lesión que tenía en esos momentos fue transferido).
Hizo su debut oficial con el filial blaugrana en Segunda División el 31 de octubre de 2012 contra el S. D. Huesca con una victoria de 4-1, pero el no tuvo una gran participación al jugar solo tres minutos. Tras eso no tuvo continuidad por diversas lesiones, por lo que el 24 de enero de 2014 fue cedido al Girona Futbol Club por lo que restaba de la temporada 2013/14.

## Selección nacional
Cá fue nominado para participar junto con la selección portuguesa en el Campeonato Europeo de la UEFA Sub-19. Disputó tres encuentros de la fase de grupos contra el anfitrión Estonia, España y Grecia. Terminando terceros del grupo A con: una victoria, un empate y una derrota. Con este resultado quedaron eliminados, pero les sirvió para clasificarse a la Copa Mundial de Fútbol Sub-20 de 2013 en Turquía.

## Clubes
| Equipo                        | País     | Años      | Partidos | Goles |
| ----------------------------- | -------- | --------- | -------- | ----- |
| F. C. Barcelona "B"           | España   | 2012-2016 | 4        | 0     |
| Girona F. C. (cedido)         | España   | 2014      | 1        | 0     |
| Club Lleida Esportiu (cedido) | España   | 2015-2016 | 0        | 0     |
| F. C. Stumbras                | Lituania | 2017-2018 | 19       | 0     |
| C. D. Cova Piedade            | Portugal | 2018      | 2        | 0     |
| F. C. Hermannstadt            | Rumania  | 2020      | 0        | 0     |
| G. D. Fontinhas               | Portugal | 2020-2021 | 13       | 0     |
| G. D. Vitória de Sernache     | Portugal | 2021-2022 | 22       | 0     |
| Canedo F. C.                  | Portugal | 2022-2024 | 46       | 0     |

## Palmarés

### Títulos nacionales
| Título           | Club           | País     | Año  |
| ---------------- | -------------- | -------- | ---- |
| Copa de Lituania | F. C. Stumbras | Lituania | 2017 |